# 刘智

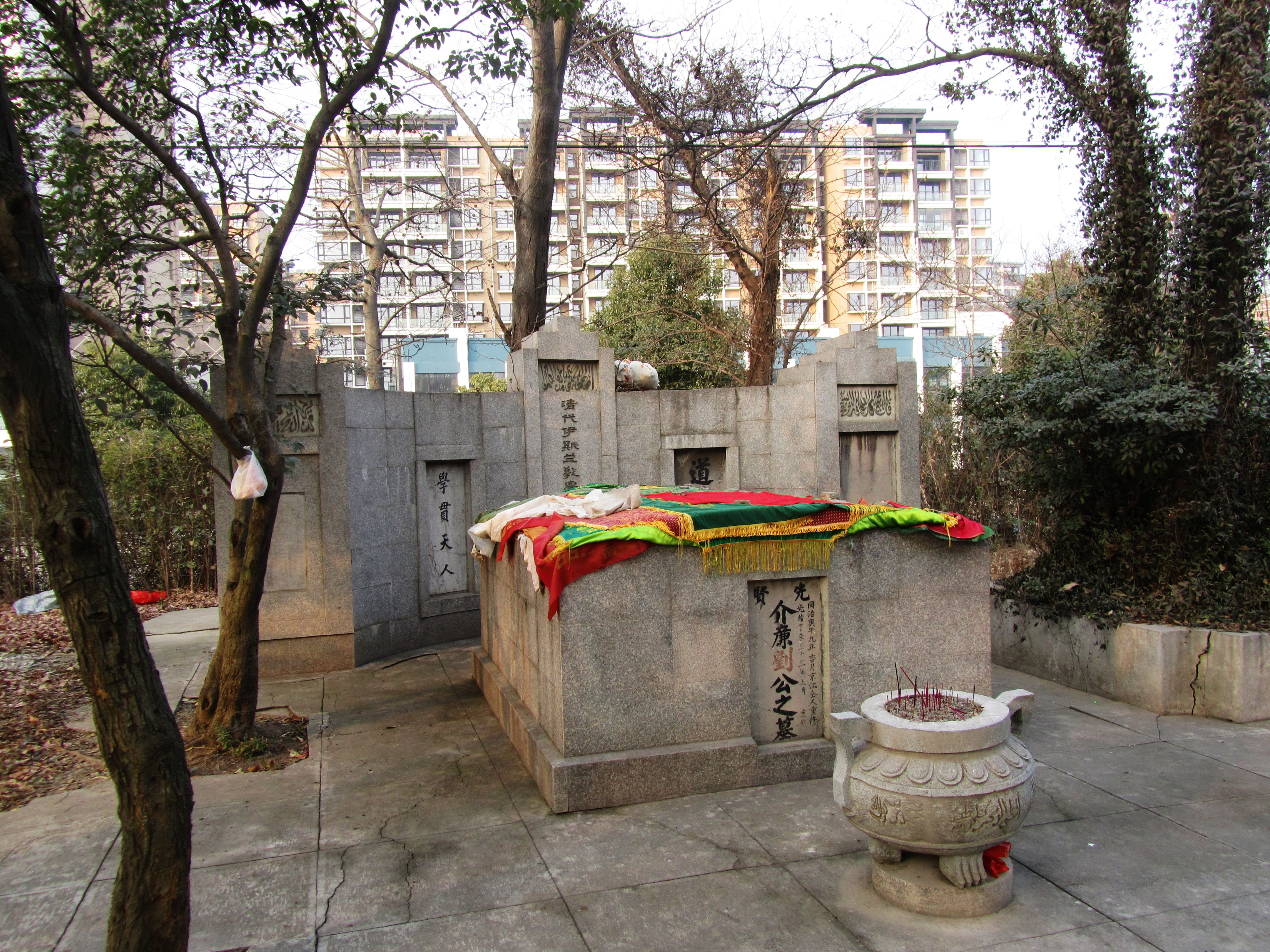
南京市雨花台区刘智墓

刘智（1669年—1764年），字介廉，号一斋，回族，江苏省江宁府上元县（南京）人，清初伊斯兰教学者著作家。主要作品有《天方性理》《天方典礼》等。他在1764年去世，终年95岁。
刘智是经师刘三杰之子。小时候学习《古兰经》。十五岁起，遍读儒、道、佛典籍和“西学”之书，会通诸家，博学有文辞。又学阿拉伯文、波斯文。曾游学各地，晚年回归金陵，埋头著译。搜采《古兰经》七十种翻译为《天方礼经》，后以卷帙浩繁，乃撮其要旨著《天方典礼择要解》二十卷。对“三极”（天文、地理、人身）多有阐发。其译经能会通伊斯兰教和儒家学说。摒弃传统的译经形式，不用经堂语。主要译著有《天方性理》、《天方典礼》、《天方至圣实录》、《真镜昭微》、《五功释义》、《天方三字经》等。